# Julien d'Andrimont
Henri Julien d'Andrimont, ook genaamd d'Andrimont de Mélotte (Luik, 27 oktober 1834 - 21 juli 1891), was een Belgisch volksvertegenwoordiger, senator en burgemeester.

## Levensloop
D'Andrimont was een zoon van Joseph-Julien d'Andrimont (ook Dandrimont geschreven) en van Louise Demet. Joseph-Julie was medestichter van de Charbonnages du Hasard en voorzitter van de Union des Charbonnages, Mines et Usines métallurgiques de Liège. Hij was ook gemeenteraadslid van Luik.
Julien trouwde met Louise Sidonie de Mélotte de Lamalle. Ze kregen vier zoons en een dochter. Hij was de broer van volksvertegenwoordiger en senator Léon d'Andrimont.
Hij promoveerde tot mijningenieur en burgerlijk ingenieur aan de Universiteit Luik (1856). Hij doorliep een loopbaan als industrieel:
- voorzitter van de NV Charbonnages du Hasard in Micheroux (van 1858 tot aan zijn dood),
- afgevaardigde bestuurder van de n.v. Chemins de Fer Hesbaye-Condroz,
- bestuurder van de Forges et Laminoirs de Regissa, Hoei,
- bestuurder van de Compagnie générale des chemins de fer secondaires,
- bestuurder van de Crédit Général de Belgique,
- beheerder van de Tramways à vapeur de la province de Brescia,
- beheerder van Phosphates de chaux du Sud de Mons,
- beheerder van Usines et Fonderies de Baume & Marpent,
- beheerder van Société Belgo-Allemande des Phosphates de la Lahn,
- beheerder van nv Saint-Léonard pour la fabrication du fer et de l'acier.

## Politiek
Daarnaast had hij ook heel wat politieke activiteiten.
Van 1864 tot 1870 was hij provincieraadslid voor de provincie Luik.
In 1860 werd hij verkozen tot gemeenteraadslid van Luik en bleef dit tot aan zijn dood. Hij was burgemeester van 1867 tot 1870 en van 1886 tot aan zijn dood. Als burgemeester genoot hij van een grote populariteit, onder meer omdat hij met eigen centen bijdroeg tot de luister van de stad.
In 1870 volgde hij Charles Lesoinne op als liberaal volksvertegenwoordiger voor het arrondissement Luik en vervulde dit mandaat tot hij in februari 1878 verkozen werd tot senator ter vervanging van de overleden Charles Grandgagnage. Hij bleef dit tot aan zijn dood.
Hij was ook voorzitter of vicevoorzitter van de raad van bestuur van:
- het Koninklijk Conservatorium van Luik,
- de Nijverheidsschool van Luik,
- de Berg van Barmhartigheid van Luik.

Hij steunde de Société liégeoise de littérature wallonne. Tegenstander van de taalwetten die het Nederlands wilden beschermen, behoorde hij tot de parlementsleden die in de Senaat in het Waals het woord namen. Hij sloot zich aan bij het Congrès wallon van 1890. 
Edouard Remouchamps droeg een van zijn geschriften aan hem op met de woorden:
À Monsieur d’Andrimont / (…)
Qui a pris noss disfinse
Li disfinse dès Wallon…
Bij zijn uitvaart zongen de Luikenaars een lied van Sylvain Hertog: Adieu au Père des Wallons!